# Colin Powell
Colin Luther Powell (New York City, 5. travnja 1937. – 18. listopada 2021.), bio je umirovljeni general američke vojske i 65. državni tajnik Sjedinjenih Američkih Država.
Poznat je po tome što ga je 2001. godine predsjednik George W. Bush imenovao za državnog tajnika SAD-a, te je tako postao najviše rangirani Afroamerikanac u povijesti SAD-a. Powell je poznat i kao načelnik Zajedničkog glavnog stožera SAD-a zaslužan za američku pobjedu u Zaljevskom ratu.
Njegov sin, Michael Powell, bivši je predsjednik Federalne komisije za komunikacije.
Powell, koji je Bushevu vladu napustio 2005.godine, postao je jedan od kritičara rata u Iraku, te jedan od savjetnika Baracka Obame.